# Momvu
Die Momvu (auch Momfu, Mamvu) sind eine Ethnie in der Demokratischen Republik Kongo. Sie leben dort hauptsächlich im Nordosten des Landes, im Ituri-Distrikt. Sie sprechen eine Zentralsudanische Sprache.
Bis zum 16. oder 17. Jahrhundert bevölkerten die Vorfahren der Momvu die Becken der Flüsse Uelle, Mbomou und Aruwimi. Danach wanderten sie in nordöstliche Richtung bis zum Ituri-Gebiet. Dort wurden sie Ende des 19. Jahrhunderts von verschiedenen Stämmen, z. B. Mangbetu oder Mangbele zurückgedrängt. In der Zeit des Kongo-Freistaats widersetzten sie sich mehrfach der belgischen Herrschaft. Sie leben meist von der Landwirtschaft, waren aber früher auch bekannte Schmiede.